# Иксанова, Ильсияр Вазиховна
Ильсияр Вазиховна Иксанова (тат. Илсөяр Вазыйх кызы Иксанова; род. 7 февраля 1966, Татарские Саралы, Лаишевский район, Татарская АССР, РСФСР, СССР) — советская и российская татарская поэтесса, журналистка. Заслуженный деятель искусств Республики Татарстан (2016).

## Биография
Ильсияр Вазиховна Иксанова родилась 7 февраля 1966 года в деревне Татарские Саралы Лаишевского района Татарской АССР. Была одним из трёх детей в семье; родители — представители сельской учительской интеллигенции, коммунисты. Писать стихи начала ещё в начальной школе. Публиковалась в районных и республиканских изданиях, в том числе в газете «Яш ленинчы», а также участвовала и побеждала в литературных конкурсах газеты «Татарстан яшьләре». К концу десятого класса школы решила связать свою дальнейшую жизнь с литературой.
В 1983 году поступила на факультет татарской филологии Казанского государственного университета имени В. И. Ленина, который окончила в 1988 году. В студенческие годы занималась в литературном объединении «Әллүки», возглавляемом М. Магдеевым. После получения образования работала корректором в Татарском книжном издательстве (1988—1989), в редакциях газет и журналов, в частности, таких как «Яш ленинчы» (1989—1991), «Шәһри Казан» (1991—1997), «Ялкын» (1997—1998), «Салават күпере» (1999—2001). В 2003 году перешла в журнал «Сөембикә», став заведующей отделом литературы. В журналистской работе известна своими статьями о деятелях литературы и искусства, а также интервью с ними. В 2011 году стала главным редактором журнала «Түгәрәк уен», созданного при участии Республиканского центра развития традиционной культуры при министерстве культуры Республики Татарстан.
Член Союза писателей Республики Татарстан (с 1993 года), член правления (с 2005 года), заместитель председателя по творческим вопросам (с 2021 года). Полагая, что миссия татарского писателя в эпоху упадка духовных ценностей — заботиться о своём народе, особое внимание уделяет вопросу сохранения татарского языка. Живёт в Казани. В 2016 году удостоена звания заслуженного деятеля искусств Республики Татарстан.

## Очерк творчества
Автор семи поэтических сборников, первый из которых под названием «Ышанасы килә» («Хочется верить») был издан в 1991 году. Выход данного сборника был расценён критикой как приход нового талантливого поэта в татарскую литературу, тогда как тираж книги в размере 10 тысяч экземпляров был по меркам того времени быстро раскуплен читателями.

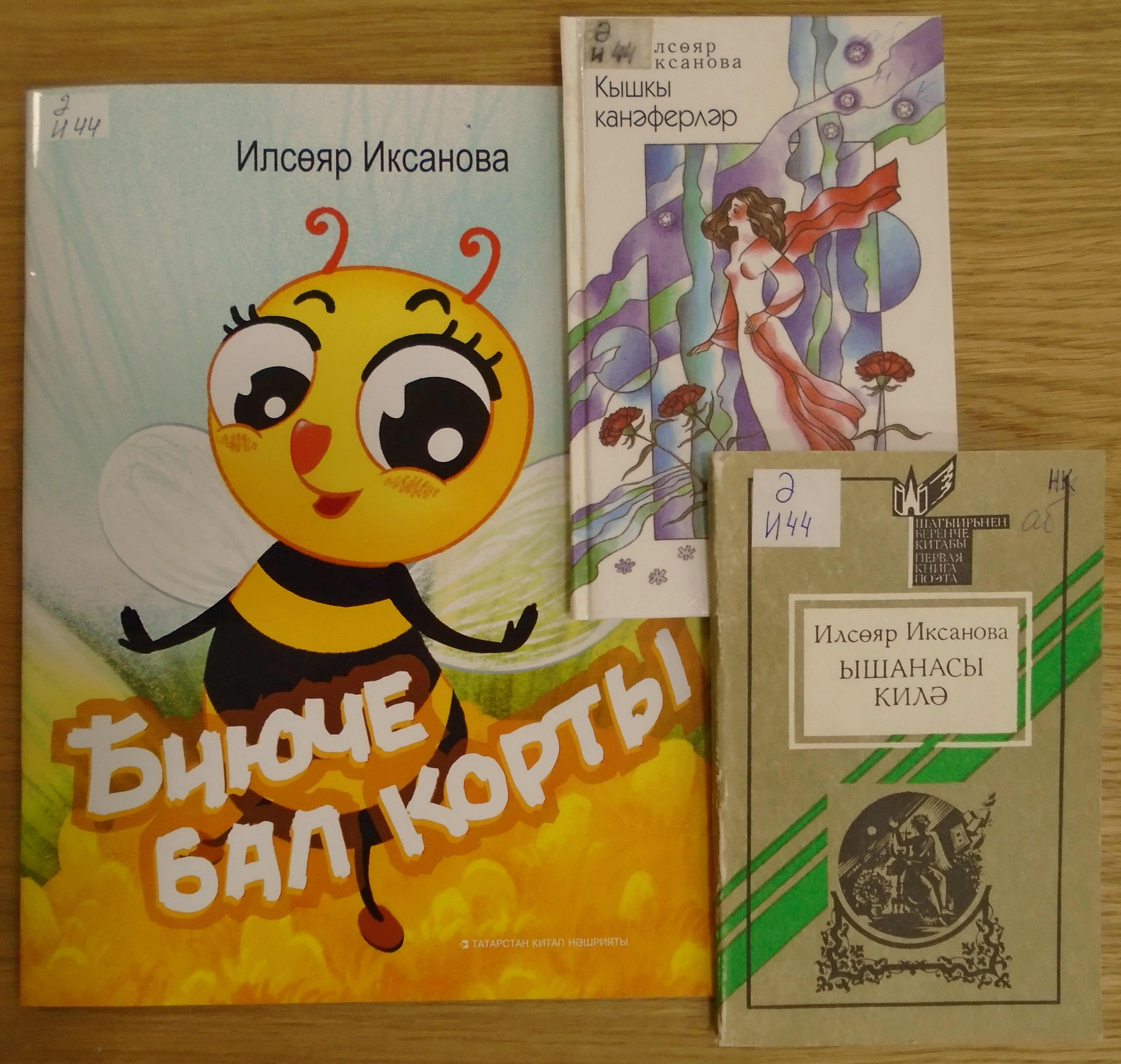
Некоторые книги Иксановой

Творчество Иксановой рассматривается критиками как чувственная «женская поэзия», особо отмечается любовная и интимная лирика. Её стихотворения характеризует мягкая лиричность, стремление отразить «тончайшие движения женской души», искренность и задушевность своей лирической героини. В своих произведениях поэтесса фиксирует философские размышления о человеческой судьбе, семье, любви, переживаниях, отличающихся искренним выражением чувств в несколько меланхоличной тональности. Через всё творчество Иксановой проходит мысль о том, что стремление человека к самосовершенствованию есть путь к совершенствованию действительности, при этом ею не даётся никакого индивидуализированного образа героини, а преимущественно показывается само изображение чувств, а не того, кто их испытывает. Во многих её стихотворениях повторяется образ белой бабочки, в котором видится символическое отражение собственных чувств и переживаний Иксановой. Так, маленькая бабочка, противостоящая огромной тьме и не могущая ничего изменить, по отзывам критики, указывает на то, что само желание совершенствовать мир показывает человеческое в человеке, выявляет смысл жизни вообще.
Для отображения своих мыслей Иксанова часто прибегает к «нанизыванию», повторению в стихотворении похожих по звучанию слов и фраз, чем достигается индивидуализация описываемых переживаний, которые при всей разнородности сливаются в итоге в единый гиперэмоциональный образ. Параллельно выражению мыслей об индивидуальности каждого человека, непохожести мужчины и женщины, сложности их пути к любви, в некоторых своих интимно-сентиментальных стихотворениях Иксанова наделяет лирическую героиню индивидуальными чертами, частными деталями. Часто она употребляет и параллелизмы, так, времена года и состояние природы у Иксановой изображают состояние лирической героини, женщина может «плыть облаком», «каплей упасть», превратиться в «алый рассвет» или в «плод дня», а образ ребёнка у неё символически связывается с родником. Таким образом, Иксанова устанавливает равноценность человека и мироздания, показывая, что каждый является частичкой всего сущего, а переживания отдельно взятого лирического героя оказываются причиной для мировой печали.
Важное место в творчестве Иксановой также занимает гражданская лирика, основанная на национальной тематике и выражающая посредством метафоричных образов стремление татарского народа к свободе. На её стихотворения создан ряд популярных песен. Помимо этого пишет прозу, занимается переводами, работает в области детской литературы. Иксановой также был написан сценарий к телесериалу «Сөюләрем сине хак минем» (реж. Н. Джамали).

## Награды

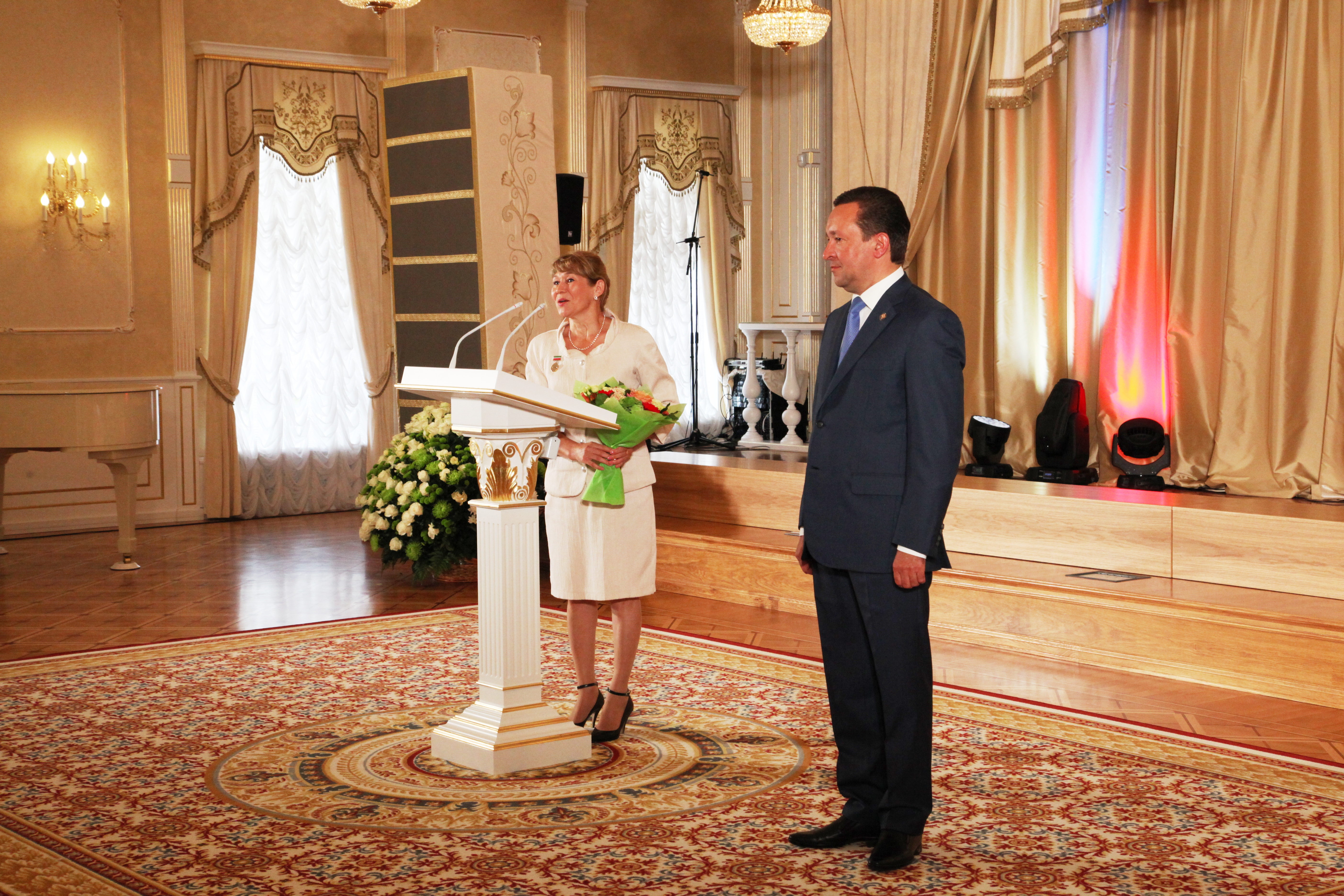
На церемонии вручения почётного звания, 2016 год

- Почётное звание «Заслуженный деятель искусств Республики Татарстан» (2016 год) — за большой вклад в развитие традиционной культуры и многолетнюю творческую деятельность[31]. Знак вручён премьер-министром Республики Татарстан[тат.] И. Ш. Халиковым[32].
- Медаль «В память 1000-летия Казани» (2009 год)[9].
- Нагрудный знак «За достижения в культуре» (2013 год)[33].
- Премия имени Хади Такташа (2011 год)[34].
- Премия[тат.] имени Сажиды Сулеймановой[тат.] (2003 год)[35].

## Личная жизнь
Муж — Ильдар, погиб в горах. Фамилия по мужу — Гарипова. Единственный ребёнок — дочь: Айсылу Гариф, художница, выпускница Казанского художественного училища имени Н. И. Фешина и Британской высшей школы дизайна.